# MiniLiner
MiniLiner è stata una compagnia aerea con sede a Bergamo che si occupava esclusivamente di trasporto merci. La principale base era l'Aeroporto di Orio al Serio. Il 30 gennaio 2015 l'ENAC informò di aver disposto la sospensione della licenza di esercizio di trasporto aereo merci a partire dal 31 gennaio 2015 per motivi economico-finanziari.

## Storia
La compagnia fu fondata nell'ottobre del 1981 allo scopo di realizzare un sistema rapido di trasporto di pacchi e collettame e altri servizi con aerei di piccole dimensioni e anche su scali minori. Iniziò le attività nel 1982, prima compagnia aerea italiana ad effettuare i voli tutto-merci durante la notte. Inizialmente furono impiegati i biturbina Fokker F 27 serie 500 e poi i più moderni Fokker F 50.
A partire dal settembre 1988 svolse attività di trasporto regolare ma solo per conto di importanti clienti quali FedEx, UPS, DHL, Poste Italiane e altri ancora. MiniLiner effettuava, nell'aeroporto di Orio al Serio, la manutenzione dei propri aeromobili e anche di terzi.
A causa di problemi economico-finanziari e della revoca della licenza operativa l'azienda interruppe le operazioni il 31 gennaio 2015.

## Flotta
La flotta comprendeva (a gennaio 2015):
| Tipo di aereo        | Immagine | In flotta |
| -------------------- | -------- | --------- |
| Fokker F27 Mk500     |          | 5         |
| Fokker F50 Freighter |          | 3         |